# Eduarda Schnitzer
Eduarda Benedikta Maria Schnitzer OSB (* 22. Juni 1815 in Waal, Allgäu; † 9. Januar 1902 in Eichstätt) war eine deutsche Benediktinerin und Kopistin. 
1849 wurde Schnitzer Priorin des Klosters St. Walburg. 1852 sandte sie auf Bitte des Mettener Mönchs Bonifaz Wimmer erste Mitschwestern nach Amerika. In Pennsylvania wurde daraufhin das erste Benediktinerinnenkloster in Nordamerika gegründet. Am 14. September 1898 wurde Schnitzer ihre Nachfolgerin Karolin Kroiß als Assistentin zur Seite gestellt.
Ihre leibliche Schwester Aloisia (* 17. September 1816 in Waal/Allgäu; † 17. März 1861 in Eichstätt) war im Kloster St. Walburg Lehrerin. Ihre Privatbibliothek befindet sich heute in der Bibliothek des Klosters St. Walburg in Eichstätt.